# آرنالدو تامایو مندز
آرنالدو تامایو مندز (به انگلیسی: Arnaldo Tamayo Méndez) فضانورد اهل کشور کوبا است که در ۲۹ ژانویهٔ ۱۹۴۲ در گوانتانامو زاده شد. وی در مأموریت سایوز ۳۸ حضور داشته است.